# 林竹君
林竹君（英語：Lena Lim，1952年—），新加坡女歌手，籍貫中國大陸海南島文昌縣。

## 香港節首次訪港
林竹君在1969年12月9日（星期二）下午2時5分抵達香港。這是林竹君首次到香港，由「國泰公司」影星張淇及香港無線電視臺蔡和平接機。新加坡電視臺節目總監馮仲漢與林竹君出席「國泰公司」在1969年12月10日（星期三）下午3時在九龍尖沙嘴金巴利道12至14號地下「新麗琪餐廳」舉行記者招待會，介紹林竹君給香港新聞界認識。林竹君在1969年12月15日（星期一）把她在香港無線電視臺及其它場所演唱的工資港幣2,270元捐獻給香港公益金。當天轉到臺灣省臺北客串演出導演李行的國語歌唱片《群星會》（1970年）。

## 第二度訪港
新加坡電視臺節目總監林仲漢與林竹君在1970年12月24日（星期四）下午2時30分抵達九龍鑽石山斧山道「國泰片場」，參觀導演唐煌拍攝國語片《蛇王與閻王》（1973年1月17日臺灣省公映）之夜總會；當天晚上參加公益金義唱。

## 第三次訪港
林竹君是新加坡電視臺「1969年全國歌唱比賽」冠軍，應香港嘉禾電影公司邀請，在1971年11月26日（星期五）由臺灣省臺北搭乘國泰航空公司CX700客機，下午2時10分抵達香港。1971年11月25日（星期四）晚上參演香港無線電視臺的《歡樂今宵》節目；1971年11月28日（星期日）在九龍黃大仙摩士公園為第二屆香港節遊藝會演唱。

## 第四次訪港
林竹君來香港，在1972年12月10日（星期日）到新界西貢清水灣『邵氏影城』，參觀導演李翰祥拍攝國語艷情片《北地胭脂》（1973年4月5日香港公映）的拍攝過程。

## 日本嘉賓
林竹君在1979年開始，被日本「山葉音樂基金理事會」特別邀請以嘉賓身份參觀日本東京舉行的「世界流行歌曲比賽」（第10屆在1979年11月14日（星期三）舉行），並撰寫心得及感受報告。林竹君在1980年向1979年初入讀進修電視製作的英國「倫敦影視製作科學學校」請假，經香港在1979年11月1日（星期四）接受香港電臺《下午旋律》之「電話估歌」節目主持人韋以莊訪問；在1979年11月7日（星期四）接受香港電臺《十一又二分一》節目主持人黃煜芬訪問後，立刻飛到日本東京第二次參觀，在東京停留一星期後，轉到臺灣國為電視臺拍攝《綜藝一百》及《蓬萊仙島》，其中在《綜藝一百》節目演唱她的名曲《愛慕》，被導演李行欣賞，邀請她演出臺灣省國語電影《龍的傳人》（1981年）。1980年11月27日（星期四）返回新加坡為電視臺拍攝節目。

## 外部連結
- 林竹君《愛慕》 （页面存档备份，存于）；
- 林竹君《我願是隻小燕》